# Columnea strigosa
Columnea strigosa är en tvåhjärtbladig växtart som beskrevs av George Bentham. Columnea strigosa ingår i släktet Columnea och familjen Gesneriaceae. Inga underarter finns listade i Catalogue of Life.